# Carice van Houten
Carice Anouk van Houten (Leiderdorp, 5 september 1976) is een Nederlandse actrice, zangeres, radiopresentatrice en ambassadeur van het Wereld Natuur Fonds. Voor haar toneelwerk won ze in 2003 de Colombina voor haar rol van Macha in Een meeuw van Tsjechov onder regie van Theu Boermans bij De Theatercompagnie. Ze is winnaar van vijf Gouden Kalveren, zes Rembrandt Awards en tal van andere prijzen. Haar met een Gouden Kalf bekroonde rol in Zwartboek (2006) betekende de start van een internationale carrière. Op 1 december 2014 won zij in Ierland een Angela Award voor haar rol als Melisandre in de televisieserie Game of Thrones. Deze rol bracht haar ook een Emmy Award-nominatie op in 2019, voor de categorie Outstanding Guest Actress in a Drama Series.

## Biografie

### Jeugd (1976–1997)
Carice van Houten werd geboren als dochter van Nederlands-Schotse schrijver, musicoloog en filmhistoricus Theodore van Houten (1952–2016) en Margje Stasse (1950), hoofd personeelszaken bij Teleac/NOT. Carice is vernoemd naar de enige dochter van de Britse componist Edward Elgar, Carice Irene (1890–1970). Samen met haar twee jaar jongere zus Jelka groeide ze op met kunst en cultuur. Haar vader nam zijn twee dochters regelmatig mee naar musea, theatervoorstellingen en films uit de klassieke cinema. Als kind nam Carice klarinetlessen en al op jonge leeftijd ambieerde ze actrice of schrijfster te worden. In 1981 zijn haar ouders gescheiden. Ze bracht haar jeugd door in een huisje in het bos van Amelisweerd en groeide zowel bij moeder als vader op. Haar moeder hertrouwde, maar ook dat huwelijk liep stuk toen Van Houten 17 jaar oud was. Hierover vertelde ze: "Ik hield van die man. Ik wist hoe kwetsbaar en ongelukkig hij was en begreep het wel. Maar ja, ik voelde me wel weggeworpen."
De doorslag om ooit actrice te worden gaf het zien van de musicalfilm Annie (1982). Ze raakte als middelbare scholier betrokken bij het toneel. Zo speelde ze in 1993 de titelrol in Tijl Uilenspiegel, een toneelstuk van Hugo Claus, op het St. Bonifatiuscollege in Utrecht. In haar tienerjaren stond Van Houten bekend als een denker die niet veel sprak, terwijl haar zus Jelka werd beschreven als veel extraverter.
Na het atheneum studeerde zij aan de Kleinkunstacademie, Amsterdam, waar ze het eerste jaar overdeed, terwijl zij weer bij haar vader ging wonen. Ze beschreef zichzelf in deze periode als "zwerfkatje" dat moeilijk alleen kon zijn en geen discipline had. Ze studeerde hier in juni 2000 af. Tijdens de opleiding werd ze ontdekt door casting director Hans Kemna. Hij introduceerde haar bij zijn collega Job Gosschalk, die haar een rol gaf in de televisieserie Het Labyrint. Deze 13-delige serie werd in het najaar van 1997 uitgezonden.

### Doorbraak (1997–2001)
Tijdens haar derde jaar aan de Kleinkunstacademie werd Van Houten opgemerkt door Martin Koolhoven. Hij bood haar een auditie aan voor de telefilm Suzy Q (1999) en ze werd uiteindelijk uit ruim 80 kandidaten gekozen voor de hoofdrol. Koolhoven sprak vol lof over de actrice. Daar ze zelf vertelde dat ze eigenlijk 'maar wat deed', zei de regisseur dat ze "een zuiver talent is dat heel puur speelt", maar gaf wel toe dat ze "niet de meest gedisciplineerde persoon" was. De film werd een van de grootste successen van 1999 en leverde de actrice een Gouden Kalf op. Dit werd gevolgd door een Pisuisse-prijs, die ze in ontvangst mocht nemen als 'meest veelbelovende eindexamenleerling'. Van Houten werd onthaald als een van de nieuwe talenten. In 2000 kreeg ze de Top Naeff-prijs, een aanmoedigingsprijs voor Theaterschoolstudenten. De actrice werd regelmatig gevraagd of het Gouden Kalf te vroeg kwam. Zelf vond ze van niet, omdat ze er weinig waarde aan hechtte.
Van Houten gasteerde in september 2000 bij het Noord Nederlands Toneel en maakte bij dit gezelschap haar debuut als Polly in de Driestuiversopera, die op 14 oktober dat jaar zijn première beleefde. Intussen nam regisseur Koolhoven opnieuw contact met haar op en bood de actrice de vrouwelijke hoofdrol aan in AmnesiA (2001), haar eerste film die in de bioscoop werd uitgebracht. Ze speelde erin een rol die speciaal voor haar werd geschreven. In dezelfde periode sprak Van Houten in een interview over haar kijk op acteren: "Ik trek de kleren aan van mijn personage en zeg haar teksten, maar verder ben ik gewoon mezelf. Ik transformeer nooit helemaal tot een ander iemand".

### Roem (2001–2005)
In haar volgende film Minoes speelde ze samen met (echte en virtuele) katten. Het was opmerkelijk dat Van Houten de hoofdrol vertolkte, omdat ze zelf allergisch is voor de diersoort. Ze moest pillen slikken om allergische reacties in bedwang te houden. Het was een rol waarvoor ze naar eigen zeggen veel schaamteloosheid en fantasie moest hebben. De film werd niet alleen in Nederland, maar ook in het buitenland een groot succes. De pers was zeer onder de indruk van Van Houten. Dagblad Trouw sprak tevreden over haar "fijnzinnige speelstijl"; een andere recensent schreef dat ze "de show stal" en "met de juiste balans tussen dier en mens dimensie gaf aan een onwaarschijnlijk personage". In 2002 mocht ze haar tweede Gouden Kalf in ontvangst nemen voor haar rol in de film. Het betekende voor de actrice haar doorbraak bij het grote publiek.
Hierna keerde Van Houten terug naar het theater. Ze speelde van september 2001 tot en met maart 2002 een jonge vrouw uit de jaren 30 in de musical Foxtrot. Ze heeft toegegeven een hekel te hebben aan musicals, maar nam de rol als een ode aan Annie M.G. Schmidt, die met dezelfde musical in de jaren 70 geschiedenis schreef. De regisseur van Foxtrot, Ruut Weissman, vertelde in een interview dat hij al onder de indruk was van de actrice toen ze nog een leerling van hem was aan de Toneelschool, maar dat hij haar in die periode niet kon plaatsen in een rol omdat "dat voortrekken zou zijn". Vervolgens speelde ze in twee toneelstukken, Hedda Gabler en Een Meeuw. Vooral voor haar vertolking van een gothic-meisje in Een Meeuw kreeg ze veel positieve reacties van critici. Ze vertelde dat het een zware rol was, omdat ze elke avond moest huilen in sommige scènes.
In 2003 was ze opnieuw op het witte doek te zien, ditmaal in de film De Passievrucht. De Telegraaf noemde haar een 'eenzaam zonnestraaltje'. Een jaar later was ze te zien in de rockopera Ren Lenny Ren, waarbij de aandacht vooral uitging naar het duo Acda en De Munnik. Het was een grote productie en ze deelde de rol met actrice Bracha van Doesburgh. Ze koos ervoor niet fulltime mee te werken omdat ze het inmiddels ook druk had met de nieuwste film van Paul Verhoeven, waarvan de voorbereidingen al in 2004 bezig waren.
In 2005 was Van Houten te zien in twee jeugdfilms; Lepel en Knetter (regisseur Martin Koolhoven). Ze sprak er positief over en vertelde dat ze het leuk vond om "op een bepaalde manier in de gedachten te blijven van kinderen". Ze was dan ook vooral trots op Knetter. Hierin werkte ze voor de derde keer samen met Martin Koolhoven.

### Zwartboek(2006–2007)
In het begin van 2004 begonnen de audities van Zwartboek (2006), Paul Verhoevens eerste Nederlandse film in jaren. Toen Van Houten auditie deed, was het voor hem al vrij snel duidelijk dat ze de rol zou krijgen. Naar eigen zeggen wist hij al een half uur later dat zij de geschikte kandidate was. Ze had besloten er zich niet al te veel op voor te bereiden en vooral op haar instinct te vertrouwen. Aanvankelijk was er weinig zekerheid of de film wel tot stand zou komen, omdat het een groter budget vereiste dan gebruikelijk was in Nederland. Na veel oponthoud begonnen haar draaidagen in september 2005. In een column die ze destijds bijhield, schreef ze dat ze er ongekende luxe meemaakte. Ze sprak vol lof over haar samenwerking met Verhoeven, en was hem dankbaar dat hij haar "alle vrijheid gaf" en haar "droeg op een blaadje" op de set. Niettemin keek Van Houten later terug op haar draaidagen als een zware periode: "Mijn eerste heel zware rol. We draaiden belachelijk lange uren en Paul is een veeleisende regisseur. Mijn taaiheid heeft me toen overeind gehouden." In een interview uit 2006 hervatte ze:

Het was geweldig om te doen, maar ook zwaar. De druk van de hoofdrol, lange draaidagen, het flinke budget, de vooroordelen van wéér een film óver de oorlog... Maar Paul heeft me fantastisch gesteund. In de film zit een scène waarin ik als verrader tweehonderd liter nepkak over me heen krijg. Ik was half naakt, had het ijskoud, en die nepstront stonk vreselijk! 'Verdomme Paul, straks trek ik je ook die kak in', zei ik. Toen de scène erop stond, stond hij inderdaad al klaar voor z'n poepbad. Ik vond dat zó'n geweldig moment! Ik ben echt van die man gaan houden."

Naast Zwartboek was Van Houten in 2006 te zien in de speelfilm Ik omhels je met 1000 armen van Willem van de Sande Bakhuyzen, naar het gelijknamige boek van Ronald Giphart. Van de Sande Bakhuyzen vertelde Van Houten dat de film zou afwijken van het boek en daarom had ze het niet gelezen. Ze kon goed opschieten met haar tegenspeler Tijn Docter, met wie ze al speelde bij de Theatercompagnie.
In 2007 werd zij door het publiek van de Nederlandse Filmdagen in Utrecht gekozen tot 'Beste Nederlandse actrice aller tijden'. Ze won een Rembrandt voor haar rol in Alles is Liefde. Ze kreeg de rol in die film "als bedankje" van scenarioschrijfster Kim van Kooten. Het was geen hoofdrol, maar daar was ze juist blij mee. Haar tegenspelers waren lyrisch over de samenwerking; Paul de Leeuw noemde haar "fenomenaal" en Jeroen Spitzenberger vertelde dat Van Houten hem "optilde" op het artistieke vlak.

### Internationale carrière (2007–heden)

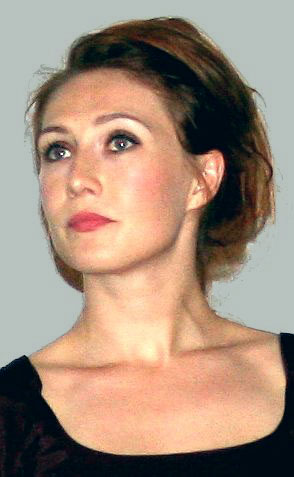
Ten tijde van Dorothy Mills

In de zomer van 2007 nam Van Houten haar eerste Engelstalige film op. Deze productie, Dorothy Mills, werd opgenomen bij Dublin en geregisseerd door de Franse regisseur Agnès Merlet. Vervolgens speelde zij Nina, de echtgenote van graaf Claus Schenk von Stauffenberg (gespeeld door Tom Cruise) in de big-budget thriller Valkyrie (2008). Ze werd voor deze film geselecteerd in juni 2007 en kreeg daarvoor veel media-aandacht. Cruise vroeg persoonlijk aan Van Houten om zijn vrouw te spelen na het zien van Zwartboek.
In oktober 2007 speelde ze drie dagen lang in Marokko naast Leonardo DiCaprio in de film Body of Lies van regisseur Ridley Scott. In een interview gaf ze toe dat ze zich daar "eenzaam" voelde. Uiteindelijk haalde haar rol de bioscoopversie van de film niet, omdat aan de montagetafel bleek dat het plot rond haar personage niet werkte. Van Houten gaf toe dat deze beslissing invloed had op haar zelfvertrouwen, vooral omdat ze op de set herhaaldelijk had verteld hoe belangrijk het voor haar was. En in Toronto behoorde ze tot de acteurs van Repo Men, een sf-thriller over dubieuze orgaanhandel, samen met onder meer Jude Law en Forest Whitaker. Ze werd in het najaar van 2007 gelijktijdig in deze films ingezet, vlak nadat ze haar draaidagen van Valkyrie had afgerond.
Repo Men werd in begin 2008 opgenomen en nadien werd Van Houten geprezen door tegenspeler Whitaker. Over haar samenwerking met Jude Law vertelde ze: "Als ik hem 's ochtends tegenkwam in de lift, begon ik de eerste dagen te blozen en stamelen, gewoon omdat hij goedemorgen tegen me zei. Daar maakte hij achteraf, toen we elkaar wat beter kenden, voortdurend grapjes over." Haar rol was klein en de film, die pas in het voorjaar van 2010 werd uitgebracht, werd geen internationaal succes, maar de Nederlandse media merkten haar niettemin op. Zo schreef NU.nl: "Carice van Houten krijgt als 'zeurwijf' (haar woorden in de film) net genoeg screentime om iets meer van een eendimensionale rol te maken." Het Parool klaagde dat Van Houten het moest doen met een "ondankbaar oppervlakkig rolletje", maar schreef dat het haar carrière niet zal schaden. In 2013 sprak Van Houten in College Tour over het meewerken aan projecten die niet naar haar hart stonden, en noemde Repo Men als voorbeeld.
Van Houten vertelde regelmatig in interviews dat ze Hollywood geen ideale plek vindt om te wonen en ze vertelde minder serieus genomen te worden in de Amerikaanse filmindustrie. Bovendien klaagde ze over de "paparazzi-regen" waar ze mee te maken kreeg tijdens de promotietournee van Valkyrie. In 2010 kondigde ze aan dat ze de Nederlandse filmindustrie boven de Amerikaanse zou kiezen, omdat de kleine rollen die ze daar kreeg haar artistiek niet prikkelden: "Om daar weinig interessante bijrollen te gaan spelen, heb ik toch iets te veel ambitie."
In april 2008 nam Van Houten Zingen in het donker op, een niet-commerciële korte film over huiselijk geweld waarin ook Frank Lammers, Aart Staartjes en Gaite Jansen een rol vertolken. Ze nam de rol na een telefoontje van Lammers en vertelde dat ze het door het thema belangrijk vond om er aan mee te werken. Op 4 oktober 2008 begonnen de opnamen van de Britse kostuumfilm From Time To Time. De film is gebaseerd op het beroemde kinderboek The Chimneys of Green Knowe van Lucy M. Boston, en draait sinds 2009 op verscheidene filmfestivals.
In april 2009 werd bekendgemaakt dat Van Houten een rol ging spelen in de Britse historische horrorthriller Black Death. Opeenvolgend kwam in juli 2010 het nieuws dat ze een rol ging spelen in de thriller Intruders, samen met Clive Owen en Daniel Brühl. De film werd geregisseerd door de Spaanse regisseur Juan Carlos Fresnadillo en geproduceerd door de Hollywoodstudio Universal Pictures.
In een interview met Hollands Diep uit het najaar van 2011 uitte Van Houten haar teleurstelling in haar internationale carrière in de periode 2008–2010: "Ik had [de Hollywoodcarrière] een beetje losgelaten. In Nederland krijg ik volop kansen om diepgaande rollen te spelen; een volledig personage met een veelzijdig karakter. In Amerika blijf je als Nederlandse actrice toch meestal 'het vriendinnetje van'. Daar heb ik moeite mee. Ik wil niet meer settelen voor een zwakke rol, alleen omdat het een Hollywoodfilm is met internationale sterren." In hetzelfde interview vertelde Van Houten over haar eenzaamheid in Hollywood, en legde de druk van de Nederlandse media en publieke opinie uit: "Toen ik in 2008 Valkyrie deed, voelde ik me net onze afgevaardigde voor het songfestival. [...] Ik ben een soort exportproduct geworden. [...] De erotisering van Hollywood is op dit moment op mij geprojecteerd. De werkelijkheid mag niet teleurstellen en niet te veel worden gerelativeerd, althans niet door mij."
Hier kwam verandering aan toen ze in 2011 de rol van de rode priesteres Melisandre kreeg aangeboden in het tweede seizoen van de HBO-televisieserie Game of Thrones: "Door mijn rol in zo'n goede serie word ik iets serieuzer genomen. Dat heeft mijn internationale ambities aangewakkerd."

### Emotioneel zware rollen (2009–heden)
In april 2009 werd bevestigd dat Van Houten de vrouwelijke hoofdrol ging vertolken in de Nederlandse film Komt een vrouw bij de dokter, de verfilming van de gelijknamige bestseller van Kluun. Ter voorbereiding sprak ze met veel vrouwen die (terminaal) ziek waren.
Op 4 mei 2009 maakte Rob Stenders bekend dat Van Houten ging presenteren voor de radiozender KXradio.
Op 13 augustus 2009 werd bekendgemaakt dat Van Houten de hoofdrol ging spelen in De gelukkige huisvrouw, de verfilming van de gelijknamige roman van Heleen van Royen. De draaidagen duurden van oktober tot en met december 2009. Ter voorbereiding van het spelen van een patiënte in een psychiatrische inrichting, bezocht Van Houten een dusdanige kliniek, waar ze sprak met de patiënten. Niettemin opperde ze dat ze geen personen die ze daar zag wilde naspelen. In een interview noemde ze de productie een "gekkenwerk" omdat sommige scènes in één shot werden genomen, en vertelde ze nooit rust voor zichzelf te hebben tijdens de 27 dagen durende opnameperiode. De media merkten op dat ze binnen korte tijd meerdere emotioneel zware rollen speelde. Hierover vertelde ze in een interview:

Soms ben je als actrice 's avonds uitgeput, zeker als je zo'n zware rol speelt. Het is te vergelijken met hoe je je voelt nadat je een avond lang hebt gehuild. Maar ik ben niet zo'n fanatieke acteur die de hele draaiperiode in de huid van het personage wil blijven, alsjeblief zeg. Het is al intens genoeg op de set. Ik mag 's avonds weer naar huis zonder kanker, of zonder psychose. Gelukkig maar. In de loop der jaren heb ik wel technieken ontwikkeld om emoties uit te beelden zonder ze per se helemaal te moeten voelen, maar dit is natuurlijk wel extreem. Gek worden is heel tricky voor een actrice. Als het niet goed zit, wordt het al snel pathetisch en lelijk. De enige manier om te voorkomen dat het gemaakt lijkt, is door de waanzin uit jezelf te halen. Er zitten enkele scènes in de film waarin ik dat heb gedaan, en dat zuigt je helemaal leeg. Dat is zwaar, maar het leeft, er gebeurt iets.

In 2010 speelde Van Houten in de televisieserie In Therapie.

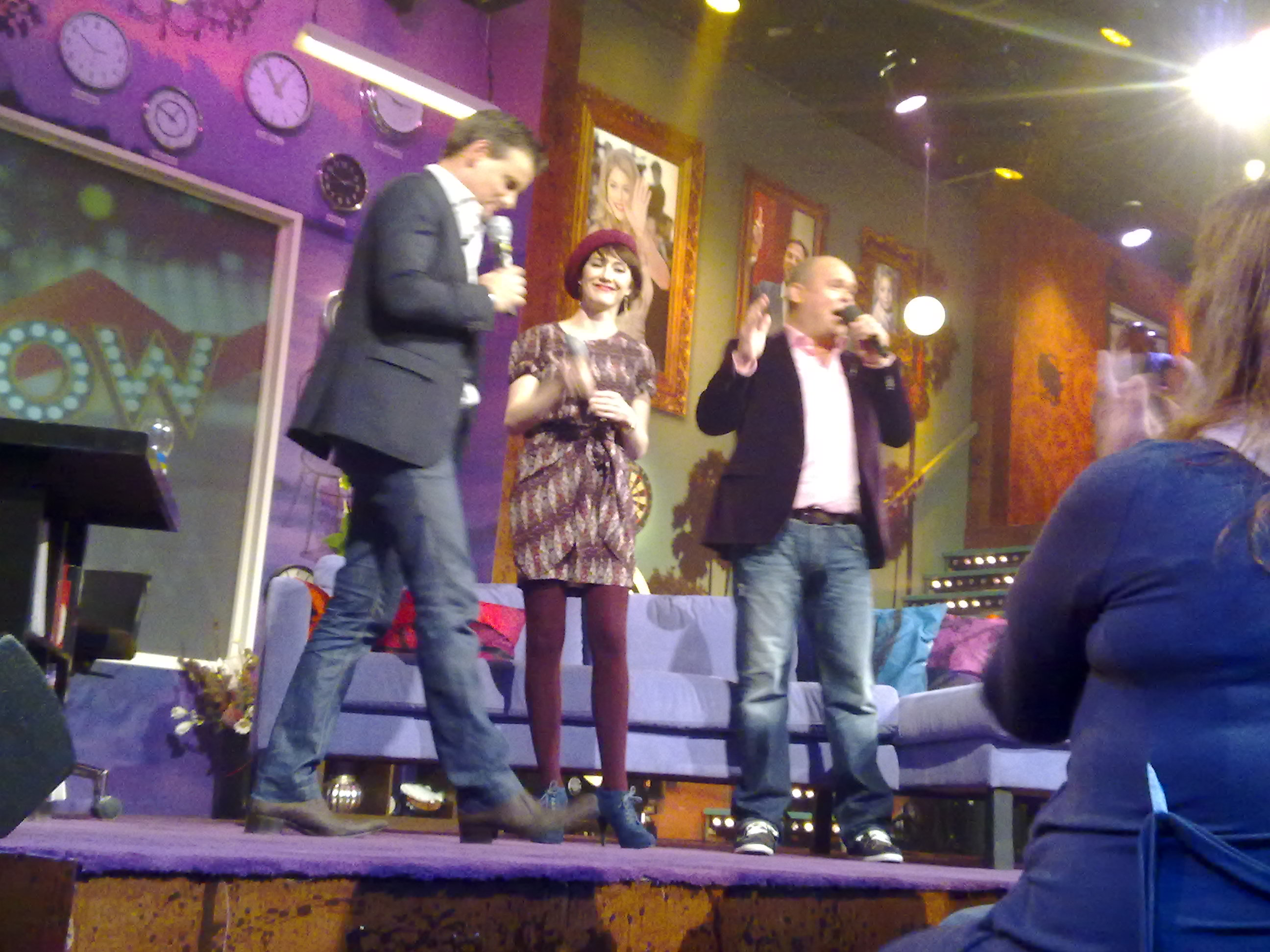
Van Houten (m.) samen met Wilfred Genee (l.) en Paul de Leeuw (r.) ter promotie van Black Butterflies bij de MaDiWoDoVrijdagshow op 23 maart 2011.

Hierna vertrok ze naar Zuid-Afrika voor de opnames van Black Butterflies (2011) met Rutger Hauer. Op 21 januari 2010 zong ze bij de benefietactie voor Haïti met Kane het lied No Surrender, dat haar een nummer 1-hit opleverde.
In 2010 won ze haar derde Rembrandt en voor beste actrice voor haar rol in Komt een vrouw bij de dokter. Ook won ze in 2010 een Gouden Kalf voor haar rol in De Gelukkige Huisvrouw.
In 2013 won ze haar zesde Rembrandt en voor beste Nederlandse actrice, voor haar rol in Alles is familie uit 2012. De film zelf won eveneens een Rembrandt Award voor beste Nederlandse Film. In een interview voor het programma College Tour gaf ze aan dat haar ambitie was om een eigen film te produceren. In 2015 richtte ze samen met Halina Reijn het productiebedrijf Man Up op.
In 2016 speelt ze in Brimstone, haar vierde samenwerking met regisseur Martin Koolhoven.
In 2019 speelde de hoofdrol in de film Instinct, geregisseerd door Halina Reijn. Het was de eerste film van hun gezamenlijk productiebedrijf Man Up. In 2021 volgde hun eerste tv-serie, in samenwerking met de VTM, Red Light. Begin 2023 startte ze met Halina Reijn ook een podcast getiteld Carice & Halina. Eind 2023 stopte wel de zakelijke samenwerking en stapte Carice uit Man Up om verder te gaan met haar eigen bedrijf Birdcat.

## Ander werk en projecten

### Muziek
Van Houten maakte in 1999 samen met haar vader een hoorspel over de Engelse schrijfster Jane Austen en haar muziek, voor VPRO Radio 4 (Urubicha). In 2007 sprak ze Het Achterhuis van Anne Frank in als luisterboek. Ook vertelde ze het verhaal van het Zwanenmeer op een cd-opname van Tsjaikovsky's ballet, gedirigeerd door Charles Dutoit. Eind januari 2010 scoort Carice samen met rockband Kane een nummer 1-hit met een bijzondere live uitvoering van No Surrender, dat ze tijdens de tv-actie 'Nederland Helpt Haïti' zong. In september 2012 verscheen haar zelfgeschreven debuutsingle Emily van het album See You on the Ice dat ze maakte samen met JB Meijers.

### Werk als ambassadeur WNF
Op 1 januari 2009 werd Van Houten ambassadeur van het Wereld Natuur Fonds. Hiermee was ze de tweede ambassadeur van de organisatie, na ruimtevaarder André Kuipers. Toen haar naar de motieven werd gevraagd om dit te worden, antwoordde ze dat ze meer 'aandacht en steun' wil vragen voor de natuurbeschermingsorganisatie. Op haar eigen website riep ze onmiddellijk mensen op donateur van het WNF te worden.
Van Houten reisde in januari 2009 naar Rwanda, waar het WNF een berggorillaproject steunde. Hierbij doet de organisatie een poging de laatste 720 berggorilla's ter wereld te redden. Ze vertelde erg zenuwachtig te zijn een berggorilla van dichtbij te zien, noemde de klim ernaartoe 'symbolisch voor de onschuld, kracht en schoonheid van de natuur'. Het was volgens de actrice wel een zware wandeling. Toen ze oog in oog kwam met een gorilla, was dit een 'emotioneel moment'. Vooraf kreeg ze instructies hoe ze met gorilla's in het wild om moest gaan. Ze mocht een uur bij een berggorilla in de buurt zijn en dat ervoer ze als 'heel bijzonder, bijna heilig'.
Tijdens de week dat Van Houten in Rwanda was, heeft ze ook meegeholpen aan een waterproject. Ze legde uit dat veel kinderen niet naar school kunnen, omdat ze een lange reis moeten afleggen om water uit een put te halen. Het project maakte het mogelijk een waterput dichter bij een school te bouwen, zodat kinderen toch onderwijs konden genieten. Er werd een speciale film opgenomen tijdens deze expeditie, waarbij Van Houten bij sommige opnames zelf de regie in handen nam.
Van Houten vertelde dat ze geïnspireerd is geraakt en met haar functie als gezicht voor WNF zo veel mogelijk wil bereiken. In maart 2009 raakte ze dan ook betrokken bij een campagne die mensapen wil behoeden voor uitsterven. Ze helpt mee aan een reclame die speciaal hiervoor wordt gemaakt en opent met de directeur van het WNF een bustoer. Op 12 april werd de documentaire The Ape Hour, over de expeditie in Rwanda uitgezonden op televisie.

### Klimaatactivisme
Naar eigen zeggen werd Van Houten in februari 2023 klimaatactivist bij een lezing van wetenschapsfilosoof Chris Julien, georganiseerd door Extinction Rebellion.
Samen met Milieudefensie en tientallen vrijwilligers kondigde ze aan op dinsdag 16 mei 2023 deel te nemen aan een vergadering van certificaathouders van de Rabobank, waarbij ze zou spreken omdat de bank volgens Milieudefensie onvoldoende actie onderneemt om de opwarming van de aarde te beperken, zoals is overeengekomen in het klimaatakkoord uit 2015. Milieudefensie en Van Houten roepen de Rabobank op om niet langer leningen te verstrekken aan ondernemers in de intensieve veehouderij.
Samen met Sieger Sloot begint ze in 2024 de zesdelige podcast "Eerste Hulp Bij Uitsterven", waarin ze tips geven over hoe je kan bijdragen aan een beter milieu. De podcast is een samenwerkingsverband tussen mediabedrijf De Stroom en ontwikkelingsorganisatie Cordaid.

### Overig
Op vrijdag 4 juni 2010 presenteerde ze, samen met Cornald Maas en haar vader Theodore van Houten, in Vredenburg in Utrecht De Nacht van Carice, een door haar samengestelde avond met optredens door het Orkest van het Oosten onder leiding van Ivan Meijlemans, Coparck, Lucas en Arthur Jussen, Josh Rouse, Theo Nijland, Jenny Arean, Rufus Wainwright en New Cool Collective.
Vanaf april 2010 tot en met oktober 2011 schreef ze een wekelijkse muziekcolumn voor Nieuwe Revu.
In opdracht van koffiemerk Douwe Egberts schreef ze in 2012 het kinderboekje Toen Sinterklaas met het vliegtuig kwam. Samen met Halina Reijn schreef ze in 2013 het boek Antiglamour. Ook sprak ze luisterboeken in; Het Zwanenmeer (2009), Het is de liefde die we niet begrijpen van Bart Moeyaert (2018) en Het Achterhuis van Anne Frank (2020).
Van Houten heeft enkele keren meegewerkt aan de absurdistische televisieserie Jiskefet.
In aflevering 20 van seizoen 26 van de animatieserie The Simpsons speelde Van Houten als stemactrice de rol van Annika Van Houten, het Nederlandse nichtje van Milhouse Van Houten.

## Privé
Van Houten is de zus van actrice Jelka van Houten en een nichtje van KRO-NCRV-presentator Stefan Stasse. 
Van 2006 tot 2009 had ze een relatie met Sebastian Koch en van 2013 tot 2015 met Kees van Nieuwkerk. Tijdens de opname van Brimstone werd ze verliefd op Guy Pearce. In augustus 2016 kregen ze een zoon. In 2025 meldde Van Houten dat zij en Pearce "al jaren" geen stel meer zijn.
Van Houten heeft in interviews in 2011 en 2013 verteld dat ze moeite heeft om in Nederland om te gaan met haar roem en daarom graag tijd doorbrengt in het buitenland.

## Theatervoorstellingen
| Jaar | Titel               | Rol               | Opmerking                                                                |
| ---- | ------------------- | ----------------- | ------------------------------------------------------------------------ |
| 1999 | Mijn Elektra        | Koor/Carice       |                                                                          |
| 2001 | Driestuiversopera   | Polly             |                                                                          |
| 2002 | Foxtrot             | Josien            | regie: Ruut Weissman                                                     |
| 2003 | Hedda Gabler        |                   | De Theatercompagnie, regie: Theu Boermans                                |
| 2003 | Een Meeuw           | Macha             |                                                                          |
| 2004 | Het Bewijs          | Catherine         | Joop van den Ende Theaterproducties, regie: Peter Oosthoek               |
| 2004 | Ren Lenny Ren       | Vriendin van Paul | regie: Ruut Weissman, tekst: Thomas Acda, Paul de Munnik en Rob de Graaf |
| 2006 | Driekoningenavond   | Cesario/Viola     | De Theatercompagnie, regie: Theu Boermans                                |
| 2008 | De Gravin van Parma | Francesca         | regie: Ursul de Geer                                                     |

## Discografie

### Albums
| Album met eventuele hitnotering(en) in de Nederlandse Album Top 100 | Datum van verschijnen | Datum van binnenkomst | Hoogste positie | Aantal weken | Opmerkingen |
| ------------------------------------------------------------------- | --------------------- | --------------------- | --------------- | ------------ | ----------- |
| See you on the ice                                                  | 28-09-2012            | 06-10-2012            | 6               | 17           |             |

| Album met hitnotering(en) in de Vlaamse Ultratop 200 albums | Datum van verschijnen | Datum van binnenkomst | Hoogste positie | Aantal weken | Opmerkingen |
| ----------------------------------------------------------- | --------------------- | --------------------- | --------------- | ------------ | ----------- |
| See you on the ice                                          | 2012                  | 06-10-2012            | 74              | 4            |             |

### Singles
| Single met eventuele hitnotering(en) in de Nederlandse Top 40 | Datum van verschijnen | Datum van binnenkomst | Hoogste positie | Aantal weken | Opmerkingen                           |
| ------------------------------------------------------------- | --------------------- | --------------------- | --------------- | ------------ | ------------------------------------- |
| No surrender (Liveversie)                                     | 02-2010               | 06-02-2010            | 3               | 9            | met Kane / Nr. 1 in de Single Top 100 |
| Emily                                                         | 31-08-2012            | 15-09-2012            | tip14           | -            | Nr. 48 in de Single Top 100           |
| Fear not                                                      | 2015                  | 28-02-2015            | tip17           | -            | met Michael Prins                     |

- Biblioteca Nacional de España: XX4426302
- Bibliothèque nationale de France: cb155130072 (data)
- Catàleg d'autoritats de noms i títols de Catalunya: 981058507562906706
- Gemeinsame Normdatei: 135492815
- International Standard Name Identifier: 0000 0000 8363 9571
- Library of Congress Control Number: no2007154779
- MusicBrainz: 090426e2-fb48-4bd1-a82d-3e3c3f4775f8
- Nationale Bibliotheek van Tsjechië: xx0167713
- Nationale Bibliotheek van Israël: 987007441880705171
- Nationale Bibliotheek van Polen: a0000002203572
- Nederlandse Thesaurus van Auteursnamen: 241198186
- Système universitaire de documentation: 148626416
- Virtual International Authority File: 22446318
- WorldCat: E39PBJhd7rF8pgT3KWTCXptdwC